# Gonomyia gracilistylus
Gonomyia gracilistylus är en tvåvingeart som beskrevs av Alexander 1924. Gonomyia gracilistylus ingår i släktet Gonomyia och familjen småharkrankar. Inga underarter finns listade i Catalogue of Life.